# Müsch
Müsch ist eine Ortsgemeinde im Landkreis Ahrweiler in Rheinland-Pfalz. Sie gehört der  Verbandsgemeinde Adenau an.

## Geschichte
Erstmals urkundlich erwähnt wurde der Ort 975 als Muska, in einem Prekarievertrag der Abtei St. Maximin. Bis zum Ende des 18. Jahrhunderts gehörte der Ort zum kurkölnischen Amt Nürburg. Bei den Hochwassern in den Jahren 1804 und 1910 kamen mehrere Menschen ums Leben.

## Politik

### Bürgermeister
Udo Adriany ist seit dem 24. Juni 2019 Ortsbürgermeister von Müsch.
Adrianys Vorgänger Matthias Schüller hatte das Amt seit 1995 ausgeübt, war 2019 aber nicht erneut angetreten.

## Sehenswürdigkeiten
Die Filialkirche St. Katharina in Müsch wurde 1787 erbaut. Dort erinnern Pestkreuze an die Hilfe, die die Müscher Bevölkerung dem von einer schweren Pestepidemie heimgesuchten Nachbarort Rodder entgegenbrachte.
Siehe Liste der Kulturdenkmäler in Müsch

## Verkehr
Müsch ist verkehrsgünstig an der Bundesstraße 258 gelegen, die von Koblenz nach Aachen verläuft und dabei die Eifel durchquert. Die Landesstraße 73 ist ein Zubringer zur B 258 und verbindet den Ort mit dem im Norden gelegenen Antweiler. Der Bahnhof Müsch lag an der inzwischen stillgelegten Bahnstrecke Dümpelfeld–Lissendorf.

## Ehrenbürger
- 2018: Alfred Kleinermeilert (1928–2023), römisch-katholischer Geistlicher und Weihbischof; er wurde aufgrund seines geistlichen Lebenswerks und seiner tiefen Verbundenheit zu seinem Heimatort zum bisher einzigen Ehrenbürger von Müsch ernannt.[4]